# 西八幡 (平塚市)
西八幡（にしやわた）は、神奈川県平塚市に存在する町名。大野地区の内の一つの地名。現行行政地名は西八幡一丁目から西八幡四丁目。住居表示実施済み区域。

## 概要
西八幡は平塚市街からやや北寄りに位置する町丁である。周辺の他の地名では西に大原、南に追分、東に東八幡、北に四之宮と同じ大野地区の地名とそれぞれ接している。

### 地価
住宅地の地価は、2023年（令和5年）1月1日の公示地価によれば、西八幡3-6-36の地点で16万9000円/m2となっている。

## 歴史
- 1975年（昭和50年）9月16日 - 西八幡を設置及び住居表示実施。実施前までの町名としては大字八幡、大字中原下宿、大字中原上宿、大字四之宮、大字平塚新宿の各一部だった（平塚市#地域も参照）。

## 世帯数と人口
2023年（令和5年）9月1日現在（平塚市発表）の世帯数と人口は以下の通りである。
| 丁目         | 世帯数    | 人口    |
| ------------ | --------- | ------- |
| 西八幡一丁目 | 511世帯   | 1,263人 |
| 西八幡二丁目 | 562世帯   | 1,250人 |
| 西八幡三丁目 | 571世帯   | 1,238人 |
| 西八幡四丁目 | 260世帯   | 623人   |
| 計           | 1,904世帯 | 4,374人 |

### 人口の変遷
国勢調査による人口の推移。
| 年                 | 人口  |
| ------------------ | ----- |
| 1995年（平成7年）  | 3,555 |
| 2000年（平成12年） | 3,695 |
| 2005年（平成17年） | 3,730 |
| 2010年（平成22年） | 4,116 |
| 2015年（平成27年） | 4,152 |
| 2020年（令和2年）  | 4,336 |

### 世帯数の変遷
国勢調査による世帯数の推移。
| 年                 | 世帯数 |
| ------------------ | ------ |
| 1995年（平成7年）  | 1,312  |
| 2000年（平成12年） | 1,429  |
| 2005年（平成17年） | 1,523  |
| 2010年（平成22年） | 1,717  |
| 2015年（平成27年） | 1,769  |
| 2020年（令和2年）  | 1,863  |

## 学区
市立小・中学校に通う場合、学区は以下の通りとなる（2018年2月時点）。
| 丁目         | 番地     | 小学校             | 中学校             |
| ------------ | -------- | ------------------ | ------------------ |
| 西八幡一丁目 | 全域     | 平塚市立八幡小学校 | 平塚市立神明中学校 |
| 西八幡二丁目 | 全域     | 平塚市立八幡小学校 | 平塚市立神明中学校 |
| 西八幡三丁目 | 1～9番   | 平塚市立八幡小学校 | 平塚市立神明中学校 |
| 西八幡三丁目 | 10～12番 | 平塚市立大野小学校 | 平塚市立神明中学校 |
| 西八幡四丁目 | 全域     | 平塚市立八幡小学校 | 平塚市立神明中学校 |

## 事業所
2021年（令和3年）現在の経済センサス調査による事業所数と従業員数は以下の通りである。
| 丁目         | 事業所数  | 従業員数 |
| ------------ | --------- | -------- |
| 西八幡一丁目 | 55事業所  | 3,049人  |
| 西八幡二丁目 | 51事業所  | 288人    |
| 西八幡三丁目 | 38事業所  | 399人    |
| 西八幡四丁目 | 23事業所  | 193人    |
| 計           | 167事業所 | 3,929人  |

### 事業者数の変遷
経済センサスによる事業所数の推移。
| 年                 | 事業者数 |
| ------------------ | -------- |
| 2016年（平成28年） | 158      |
| 2021年（令和3年）  | 167      |

### 従業員数の変遷
経済センサスによる従業員数の推移。
| 年                 | 従業員数 |
| ------------------ | -------- |
| 2016年（平成28年） | 3,166    |
| 2021年（令和3年）  | 3,929    |

## 周辺の交通
- 道路は、西側には神奈川県道606号明石下落合線が当字と西隣の大原や追分との境を概ね沿っている。一方の東側には県道ではないが、この町丁から南方に東西に貫く国道1号（東海道）と、東方に南北に貫く国道129号（東八幡内など）との間の連絡道としての道路が、この町丁と東隣の東八幡との境に沿う形で繋がっている。

- バス路線は神奈川中央交通（神奈中バス）の平塚営業所の一部系統が、平塚駅（JR東日本東海道本線）から当字内の県道606号沿いなどを経て各方面へ運行している。この字内からの鉄道路線としての最寄り駅である平塚駅（紅谷町）まではそのバス路線で移動する場合も多い。

## 周辺の主な施設
- 平塚警察署
- 神奈川県平塚合同庁舎平塚土木事務所
- 平塚市美術館
- 高砂香料工業平塚工場
- パイロットコーポレーション平塚工場
- 朝日生命保険相互会社湘南平塚営業部
- 第一三共ケミカルファーマ本社
- スリーエフ平塚西八幡店

## その他

### 日本郵便
- 郵便番号 : 254-0073[3]（集配局 : 平塚郵便局[17]）。